# Victor Carla
Pour les articles homonymes, voir Carla.
Jean-Pierre Victor Carla est un homme politique français né le 8 avril 1803 à Cahors (Lot) et mort le 6 mars 1865 à Toulouse (Haute-Garonne). Notaire de profession, il est maire de Cahors de 1847 à 1849 et député de 1848 à 1849.

## Biographie
Victor Carla est le fils d'Antoine Carla et de Marie-Thérèse Ramel. Son père, Pierre Ramel, notaire, cède en 1789, son office à son clerc et gendre, Antoine Carla. Elle est la sœur de Jean-Pierre, né en 1760, député du Lot à l'Assemblée législative du 1er août 1791 au 20 aout 1792 et guillotiné en 1795, de Jean-Pierre, né en 1768, général de brigade des guerres napoléoniennes et assassiné durant la Terreur blanche, et d'Henri Ramel, député du Lot en 1815, pendant les Cent-Jours.
Il reprend l'étude de son père en 1830 et, est capitaine de la garde nationale en 1831. Membre du conseil municipal de Cahors, il publie en 1845 une lettre aux nouveaux arrivants à Cahors en occitan, Letto odressado o Jasmin o soun orribado o Cahors, lou 18 May 1845.
Victor Carla est nommé maire de Cahors par l'ordonnance royale du 27 janvier 1847 et dirige son premier conseil municipal le 23 février. Il est également conseiller général du canton de Cahors-Sud. Il est élu député du Lot lors des élections législatives de 1848, et siège avec les républicains modérés,. Le 9 juin 1849, Jean-François Caviole lui succède au poste de maire. Candidat aux élections législatives de 1849, il n'est pas élu.
En 1850, il cède son étude de notaire à Cahors et, la même année, en février, reprend une étude à Toulouse. Séparé de son épouse, il la poursuit au tribunal en 1863 pour diffamation et perte de son activité. Il meurt le 6 mars 1865 à Toulouse.

## Œuvre
- Quelques mots sur l'Assemblée constituante de 1848, Paris, Perrotin, 1849 (lire en ligne sur Gallica)